# Десятильник
Десяти́льник — церковно-правительственное должностное лицо в древней Руси, имевшее сначала обязанность собирать десятину из княжеских доходов в пользу епископов, но затем постепенно обратившееся в заведующего небольшой церковно-административной единицей — десятиной.
Десятильники упоминаются со второй половины XIII века. Согласно решениям Владимирского собор 1274 года, запрещалось поставление «на мьзде» десятильников и владычных наместников. Со второй половины XIV века десятильники образовывали низшее звено церковного управления. Десятильниками назначались первоначально лица духовные, но с проникновением светского элемента в епархиальное управление и на эту должность стали назначаться бояре и боярские дети. Десятильники составляли одну из низших судебных и административных инстанций, не отличавшуюся правильностью и законностью действий. Больше всего злоупотреблений десятильники допускали по сбору многоразличных даней с духовенства, что и побудило псковское духовенство отнять у них эту функцию и учредить новую должность поповского, или соборного, старосты. Реакция против светских архиерейских чиновников вообще и десятильники в частности возникла также в Ростове и других городах. Стоглавый собор 1551 года, предоставляя архиерейским боярам суд по делам гражданского характера, ведавшимся церковью, и воспрещая им касаться чисто духовных дел, постановил, чтобы и в десятинах служилые архиерейские люди довольствовались делами гражданского суда. Дела духовные, по определению собора, должны были ведаться самими святителями или уполномоченными ими духовными лицами; на долю десятильников оставлено лишь назначение срока для явки на этот суд. Тот же собор сделал повсеместным институт поповских старост, придав им в помощники десятских священников. Благодаря этим мерам от десятильников отпал целый ряд обязанностей, а именно сбор дани и пошлин, наблюдение за правильностью церковного пения, за трезвым и добродетельным поведением духовенства, за усердием православных христиан к церкви Божией и за тем, имеет ли духовенство приходов данной десятины установленные ставленные грамоты. Несмотря, однако, на стремление Стоглавого собора оставить за десятильниками одни судебные функции, они долго еще продолжали пользоваться всеми прежними своими правами. Как при десятильниках, так и при поповских старостах существовало особое учреждение — десятильнин двор, на котором производились «розыски» по всем делам, входившим в круг церковной компетенции, хранились копии с подлинных дел, сказок и розысков, производившихся в десятине и препровожденных затем в архиерейский разряд. Институт десятильников был ликвидирован в 1675 году решениями Собора, созванного патриархом Иоакимом. Для суда над духовенством Собор постановил создать духовные суды разного уровня, в работе которых не должны были принимать участие дети боярские архиерейских домов. Собор передал сбор налогов в архиерейскую казну представителям духовенства. В первые годы после Собора, хотя и встречались отдельные случаи посылки «сиделых» десятильников, в целом деятельность этого института управления была прекращена. Представителями церковной власти в десятинах стали наместники архиерея — настоятели крупных монастырей или соборные протопопы.